# Incident Max Headroom
L'incident Max Headroom désigne le piratage d'un signal télévisé ayant eu lieu le 22 novembre 1987, à Chicago, aux États-Unis, réalisé par au moins deux individus inconnus. C'est un exemple de ce qui est connu dans le monde de la télévision comme une intrusion sur le signal de diffusion. Deux stations de télévision de Chicago ont vu leurs signaux de radiodiffusion détournés par une personne inconnue portant un masque de Max Headroom, ainsi que des lunettes de soleil. L'arrière-plan était aussi une imitation réalisée à la main de ceux présents habituellement derrière Max Headroom, dans le programme de télévision parodié. 

## Chronologie
Les pirates réussissent à interrompre deux stations de télévision à deux reprises, sur trois heures. La première interruption a lieu pendant 25 secondes pendant les informations sportives de 21 h sur la chaîne 9 de WGN-TV ; la seconde, deux heures plus tard, après 23 h sur la chaîne 11, WTTW, liée à PBS, pendant environ 90 secondes, lors de la diffusion d'un épisode de Doctor Who, nommé Horror of Fang Rock. 
Le deuxième piratage de l'émission, qui dure 90 secondes et était pré-enregistré sur cassette vidéo, constitue une parodie des programmes de WGN, et de la télévision plus largement. Le pirate divague, faisant référence à la campagne promotionnelle de Max Headroom pour Coca-Cola, à la série Clutch Cargo, au présentateur de télévision Chuck Swirsky, puis prétend avoir produit un « chef-d'œuvre pour tous les nerds du plus grand journal du monde », une référence aux initiales de WGN, World's Greatest Newspaper. Le programme se conclut en montrant le pirate se faisant fesser par un (ou une) complice à l'aide d'une tapette à mouche, juste avant que la programmation normale ne reprenne.

## Conséquences
L'incident a eu une grande couverture médiatique, à l'échelle nationale ; les personnes responsables n'ont jamais été identifiées,.